# EPALE
EPALE è l'acronimo inglese per Electronic Platform for Adult Learning in Europe, una piattaforma online multilingue europea rivolta al settore dell'educazione degli adulti. La piattaforma è composta da un sito web pubblico e da una community online per consentire, previa registrazione, la pubblicazione di articoli, studi e ricerche, lo scambio di informazioni e progetti svolti sull'educazione degli adulti nei paesi europei. Il progetto è un'iniziativa della Commissione europea finanziata nel Programma Erasmusplus. EPALE si rivolge principalmente a coloro che rivestono un ruolo professionale nell'ambito dell'apprendimento rivolto a discenti adulti e consente di pubblicare articoli in una o più lingue europee.

## Contesto, definizioni e obiettivi
Con l'espressione "educazione degli adulti" si intende "il complesso di tutte quelle attività finalizzate all'arricchimento culturale, alla riqualificazione ed alla mobilità professionale". Accanto al concetto di educazione, ha assunto in anni recenti sempre più rilievo quello di apprendimento degli adulti, elemento essenziale del ciclo dell'apprendimento permanente che copre l'intera gamma di attività di apprendimento formale, non formale e informale, sia generale che professionale, intraprese da adulti dopo aver lasciato il ciclo dell'istruzione e della formazione iniziali. Si tratta di una componente fondamentale delle politiche europee in materia di istruzione e formazione, volte a realizzare l'inclusione sociale e la cittadinanza attiva, migliorando l'occupabilità e la competitività dell'economia europea. Numerosi documenti comunitari hanno individuato nell'apprendimento permanente e nello sviluppo delle competenze dei cittadini per tutto l'arco della vita, elementi chiave per rispondere alle grandi questioni del nostro tempo (crisi economica, invecchiamento demografico, strategia economica e sociale dell'Unione europea, ecc.). La strategia Europa 2020 ha fissato tra gli obiettivi di crescita per il 2020 l'abbassamento del tasso di abbandono precoce dei percorsi di istruzione al di sotto del 10%, e di ottenere il 15% di partecipazione all'apprendimento degli adulti. L'Agenda europea per l'educazione degli adulti del 2011, il più recente documento ufficiale del Consiglio dell'Unione europea per avviare iniziative concrete nell'ambito del quadro strategico istruzione e formazione 2020, ha messo in luce carenze molto significative nei livelli di apprendimento degli adulti, sottolineando come le performance dell'Europa siano inferiori rispetto ad altre realtà come Asia e Stati Uniti: un quinto degli adulti europei mostra livelli molto bassi di alfabetizzazione e un quarto manca di effettive abilità per l'utilizzo delle tecnologie digitali.
Nelle rilevazioni internazionali sull'età, non esiste per adesso una definizione condivisa in Italia e in Europa degli adulti, sfortunatamente.
EPALE è stato istituito nel 2014 tra le iniziative del Programma Erasmusplus (2014-2020), tra le Azioni chiave 2, Cooperazione per l'innovazione e lo scambio di buone pratiche - Piattaforme elettroniche. L'obiettivo principale è di costruire una rete di scambio di informazioni e pratiche tra i professionisti europei, per i diversi ambiti tematici inerente al settore dell'educazione degli adulti, in modo da favorire la condivisione e il trasferimento di conoscenze da un paese all'altro, e influenzare l'adozione di policy efficaci per migliorare la qualità dell'offerta formativa rivolta agli adulti. 

## Tematiche e ambiti di interesse
Il progetto EPALE è interamente dedicato all'educazione degli adulti. Il settore comprende tutti i settori dell'istruzione e della formazione e coinvolge i cittadini dai 16 anni fino ai 60 o 65.
Sono state individuate all'interno di questo macro tema cinque sotto-tematiche scelte a livello europeo per strutturare la discussione dei membri della community:
- Supporto ai discenti
- Ambienti di apprendimento
- Competenze per la vita
- Qualità
- Politiche, strategie e finanziamenti

## Gestione del progetto
La piattaforma è sviluppata e alimentata da una Unità centrale di supporto europeo, che agisce su incarico della Commissione europea e sotto la supervisione dell'Agenzia esecutiva per l'istruzione, gli audiovisivi e la cultura (EACEA). In ogni paese è inoltre presente una Unità nazionale EPALE che svolge le attività di gestione, promozione e supporto tecnico nazionale. In Italia l'Unità nazionale ha sede a Firenze, presso l'Indire, su incarico affidato dal Ministero dell'Istruzione, che è l'autorità nazionale di riferimento per la Commissione europea per tutto il settore dell'istruzione formale degli adulti. L'Indire è anche l'ente incaricato di monitorare l'attuazione della riforma dei Centri Territoriali Permanenti, oggi sostituiti dai Centri Provinciali d'Istruzione degli Adulti (CPIA).

## Paesi partecipanti e destinatari
Sono coinvolti in EPALE i 28 stati membri dell'Unione e gli stati che hanno stabilito con la Commissione accordi di collaborazione per i settori dell'istruzione e della formazione, in particolare il Programma Erasmus+. Per questi stati i destinatari finali del progetto sono tutti i formatori, ricercatori, esperti, insegnanti, accademici, responsabili delle politiche, volontari, progettisti europei, educatori. La consultazione dei contenuti è libera e l'iscrizione alla community è aperta a chiunque sia interessato a conoscere e contribuire sul tema dell'istruzione e formazione degli adulti.